# Кочевска Река
Кочевска Река (словен. Kočevska Reka) је насељено место у општини Кочевје, регија Југоисточне Словеније, Словенија.

## Историја
До територијалне реорганизације у Словенији била је у саставу старе општине Кочевје.

## Становништво
У попису становништва из 2011. године, Кочевска Река је имала 272 становника.
| Број становника према пописима | Број становника према пописима | Број становника према пописима |
| ------------------------------ | ------------------------------ | ------------------------------ |
| 1991                           | 2002                           | 2011                           |
| 296                            | 277                            | 272                            |

Напомена: Године 1988. смањен за део насеља који је проглашен за ново самостално насеље Готеница.

## Галерија
- највећи орах у Словенији
- Територијална одбрана Словеније, постројавање 17. децембра 1990.